# Enterosora insidiosa
Enterosora insidiosa là một loài dương xỉ trong họ Polypodiaceae. Loài này được Sloss. L.E. Bishop mô tả khoa học đầu tiên năm 1992.